# Pataras
 (juillet 2025).
Si vous disposez d'ouvrages ou d'articles de référence ou si vous connaissez des sites web de qualité traitant du thème abordé ici, merci de compléter l'article en donnant les références utiles à sa vérifiabilité et en les liant à la section « Notes et références ».

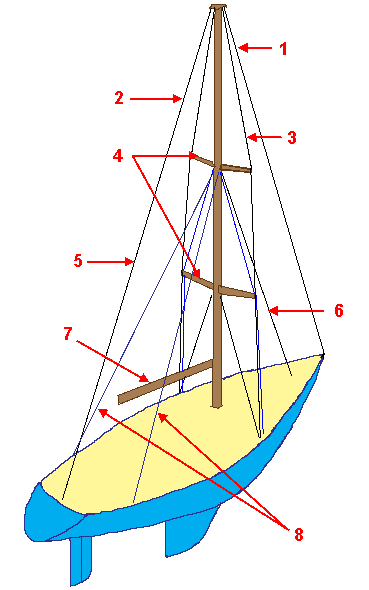
Schéma d'un gréement bermudien en tête.
Le pataras : (5)

Sur un voilier moderne (gréement bermudien), le pataras (5) est un câble reliant la tête de mât à l'arrière du navire : il contribue à maintenir le mât dans sa position verticale dans le sens longitudinal,. Le pataras fait partie des manœuvres dormantes ; il peut être simple ou double.

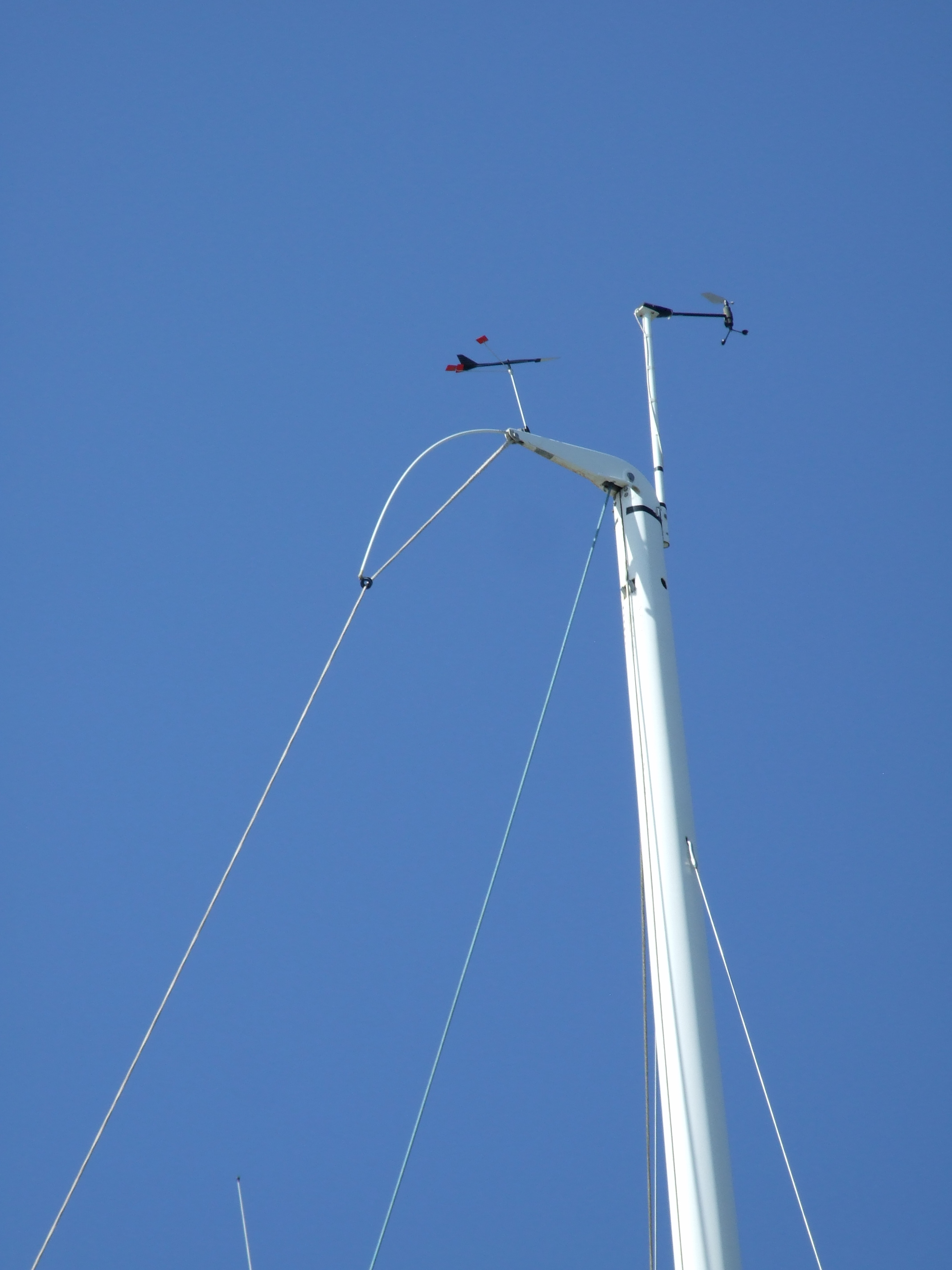
Latte de pataras, pour l’écarter des voiles à fort rond de chute.

La traction du pataras est souvent réglable à l'aide d'un ridoir placé à l'extrémité fixée au pont du navire. Le pataras peut parfois être souqué lorsque le vent forcit : cette action, en raidissant le guindant de la voile d'avant, permet de l'aplatir. Par vent faible, le pataras pourra être molli pour creuser les voiles. Aux allures portantes, le pataras pourra être molli.
Sur les voiliers disposant de deux pataras, allant de la tête du mât aux deux coins du tableau arrière, un palan disposé entre les deux à hauteur d'homme permet généralement d'en régler la tension.
Certains voiliers en sont dépourvus, car la forme de leurs barres de flèche (4) permet de décaler les haubans vers l'arrière et de retenir le mât. Ce sont des barres de flèches poussantes.
Les pataras peuvent être suppléés par des bastaques (8).
Autrefois, le mot désignait aussi un très gros fer à calfat.